# 上高地ホテル白樺荘
上高地ホテル白樺荘（かみこうちホテルしらかばそう）は、長野県松本市安曇上高地にあるホテルである。

## 歴史
- 1927年  前身である丸西食堂「白樺」創業　創始者鳥居松次郎
- 1953年 有限会社白樺荘設立
- 1960年  本館新築
- 1967年  第一新館竣工
- 1970年  第二新館竣工
- 1985年  本館改築
- 1990年  直営フレンチレストラン「ル・ブラン」オープン
- 1991年  政府登録旅館になる
- 1992年 株式会社へ組織変更
- 1997年  直営コレクションショップ「L.B.コレクション」オープン
- 2004年  本社ビル「ル・ブランビル」竣工　レストラン「ル・ブラン」移転
- 2004年  白樺自然学校開校
- 2004年  直営日本食懐石レストラン「源池茶寮」オープン
- 2008年  創業80周年パーティーをまつもと市民芸術館にて開催
- 2010年  直営日本食懐石レストラン「源池茶寮」本社ビル「ル・ブランビル」4階へ移転新装オープン
- 2013年  エントランス横に喫煙スペース新設
- 2014年  一部客室にシモンズ製のベッドを導入し「畳の洋室」を新設　夕食も洋風懐石料理へ
- 2015年  ネイチャーガイドツアーをホテル営業期間中は毎日実施へ
- 2017年  ホテル改装3ヶ年計画スタート　「和のホテル」として客室28部屋を和室から洋室へリニューアル
- 2018年  1Fレストラン「ラ・ベルフォーレ」をリニューアルし、穂高連峰を正面に望むテラス席を新設
- 2019年  過去3ヶ年に渡る改装改修工事の最終年。パブリックスペースを中心にフロント、エントランスをリニューアル
- 2020年  6月ホテル主催のミニ開山祭　アルペンホルンの演奏やネイチャーガイドツアーなどを催行
- 2022年  4月ホテル主催のミニ開山祭　穂高神社より招きロビーにて巫女の舞で開山を祝う

## 施設
- 3階建てのホテル。大型売店「ショップ白樺」、テイクアウトカフェ「カフェ小梨」を併設している。
- 2019年リニューアルの「ショップ白樺」では洋菓子や信州らしい工芸品、コンビニ商品やアウトドアグッズ、テイクアウト（ジャンボコロッケ、おやき、ジェラート）などを販売している。
- 2019年リニューアルのテイクアウトカフェ「カフェ小梨」では、カレーやカツ丼、ソバなどが人気。カフェコーナーも新設された。テラスでは河童橋を望むことができる。
- 2018年、正面に穂高連峰を望も絶景のレストランテラスを新設。ランチ（BBQ、信州牛カレー、パスタなど）・カフェ（ケーキセット、アップルパイなど）の営業をしている。
- ジャンボモンブランはるるぶなど旅行雑誌によく取り上げられる。
- 上高地ミューゼは河童橋を見下ろす3階にある談話室。野鳥の写真展示や、木のアートなど自然について遊びながら学ぶことができる。

## 客室
- 和室と洋室合わせ全55部屋。眺望、客室設備により大きく4タイプに分かれる。
- 和室から洋室へ2014年より順次リニューアルし全体の7割が洋室となる。
- 穂高連峰を正面に望む客室は上高地随一の絶景で特に人気が高い。
- 1階テラス付き客室にはエリア唯一のハンモックも常備され、話題である。
- 2017年以降にリニューアルした客室には冷暖房エアコンが設置されている。
- 全室に高速インターネット回線が完備されている。

## 料理
- 2014年からフレンチのコース料理の夕食を楽しむことが出来る。
- 信州牛や岩魚の塩焼き、信州サーモンなど地の物も提供している。
- 2009年から和洋取り入れた朝食バイキングを始めている。
- 各地から取り寄せた日本酒やワインの種類も多い。日本酒ナビゲーターが複数勤務している。

## 上高地白樺ネイチャーガイド

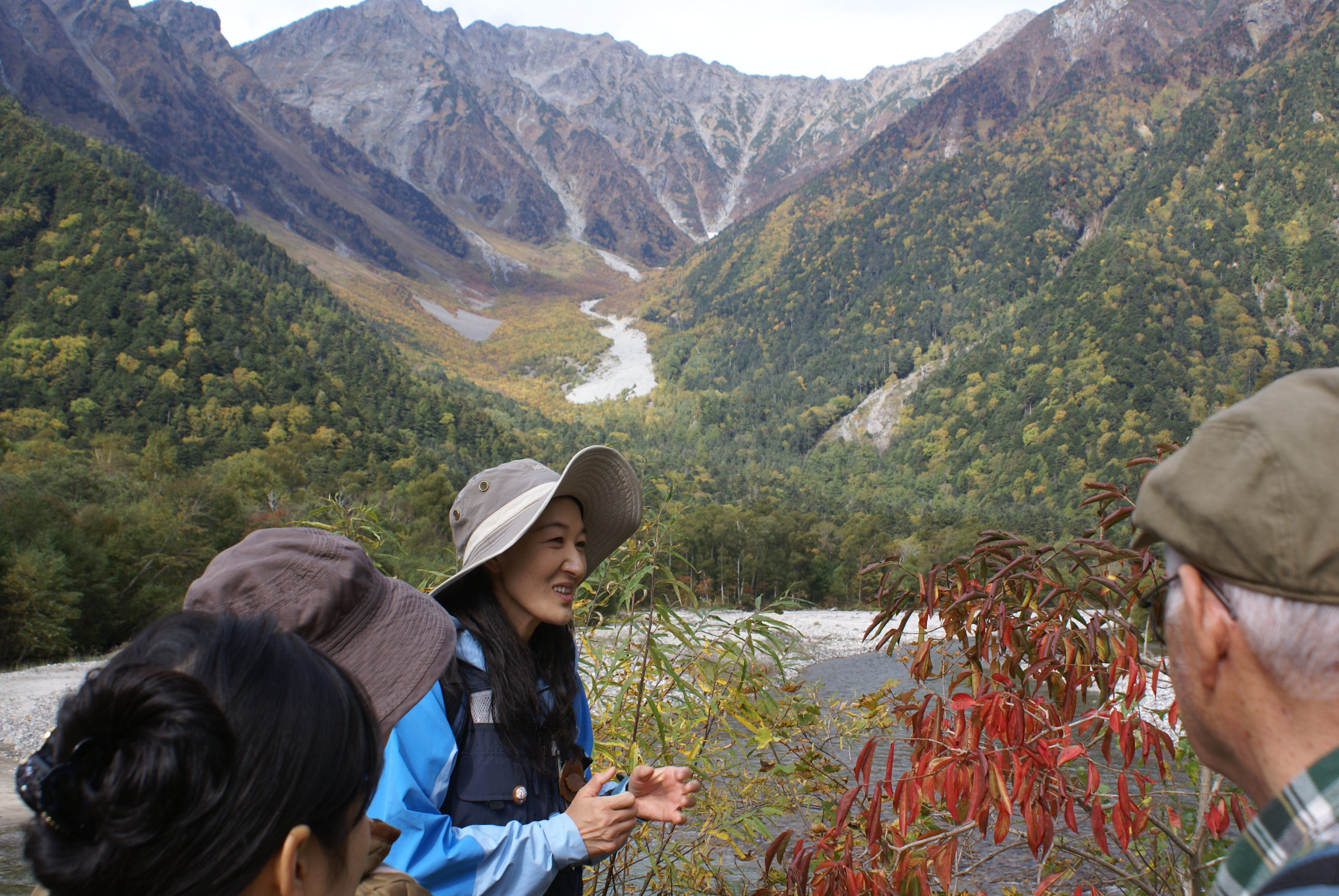
上高地白樺ネイチャーガイドツアー

- 1500円、1時間半くらいで(2023年7月現在)プロのガイドによるツアーを主催。植物、野鳥など自然の見所の説明聞きながらの散策が楽しめる。
- 「予約なし」「毎日」河童橋周辺の見所を案内する1時間ツアーを午前・午後2回ずつ行っている。
- 週末や夏休みに「早朝ガイド」「明神池ネーチャートレイル」「大正池ネーチャートレイル」「クラフト教室（2021は中止）」「スターウォッチングツアー」を行っている。

## 交通・アクセス
- 上高地バスターミナルから徒歩5分、河童橋を渡ったすぐ正面に位置する。
- 上高地でも人気の高い明神池大正池までは、どちらも宿から往復3時間である。

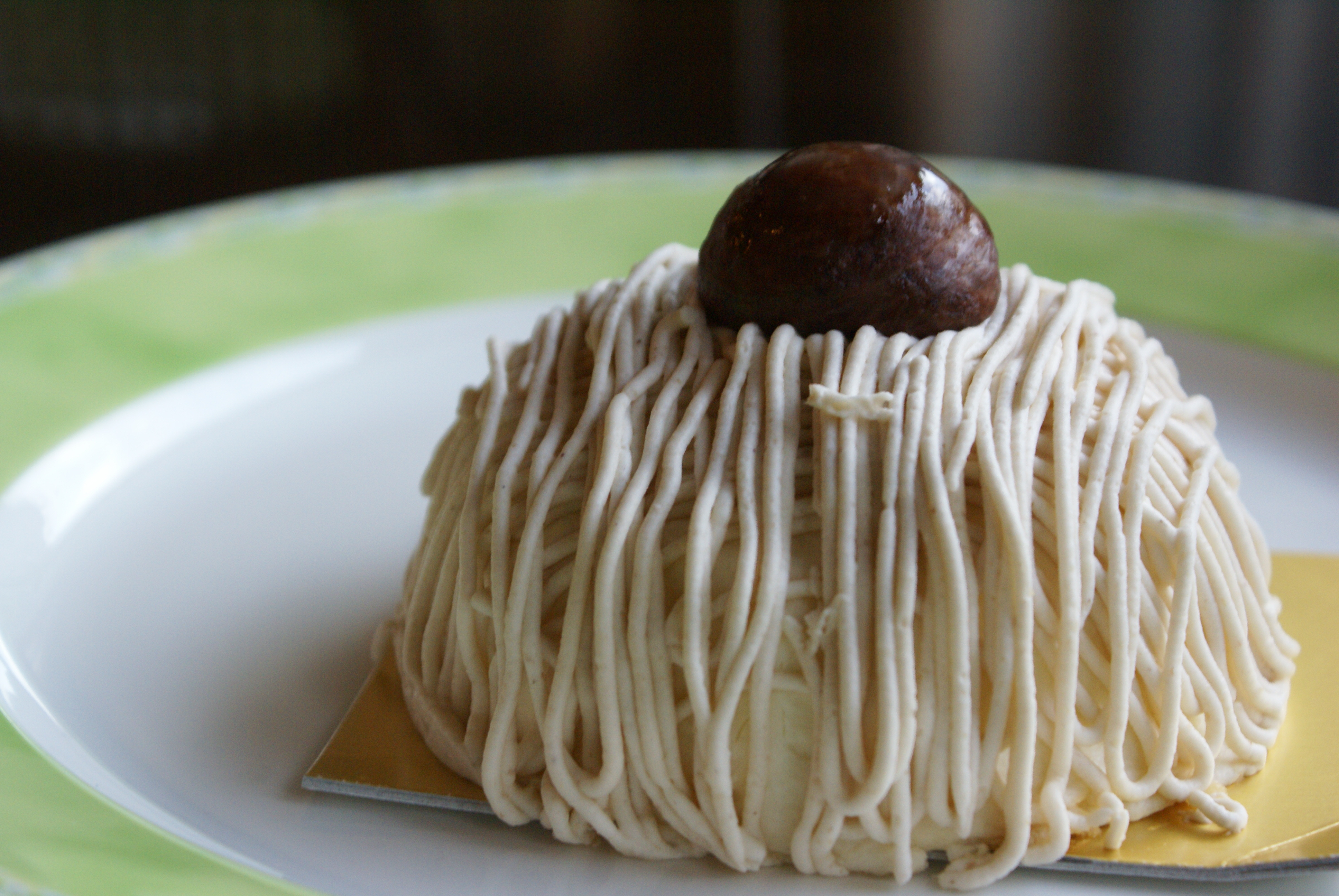
ジャンボモンブラン
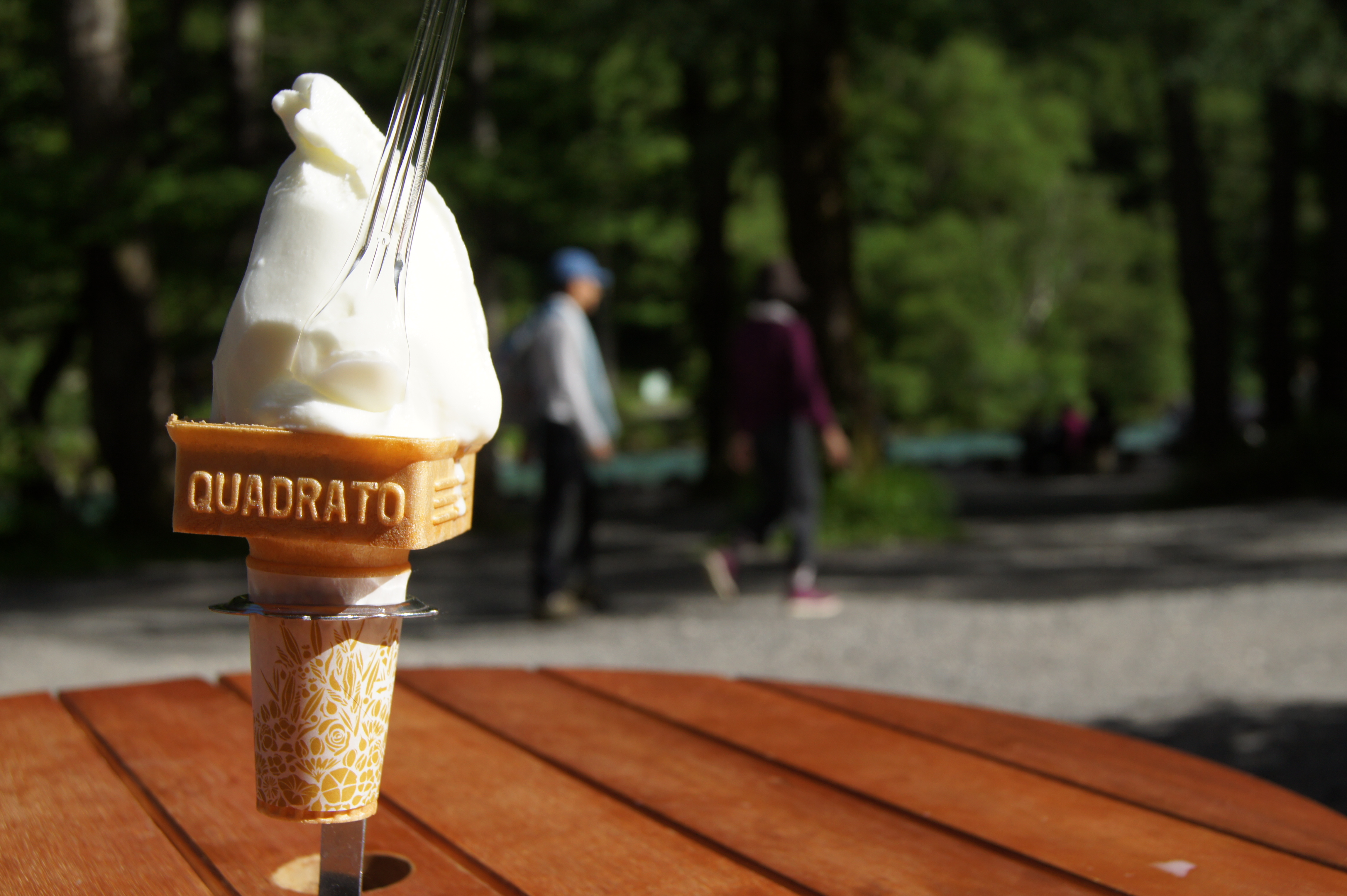
ジェラート
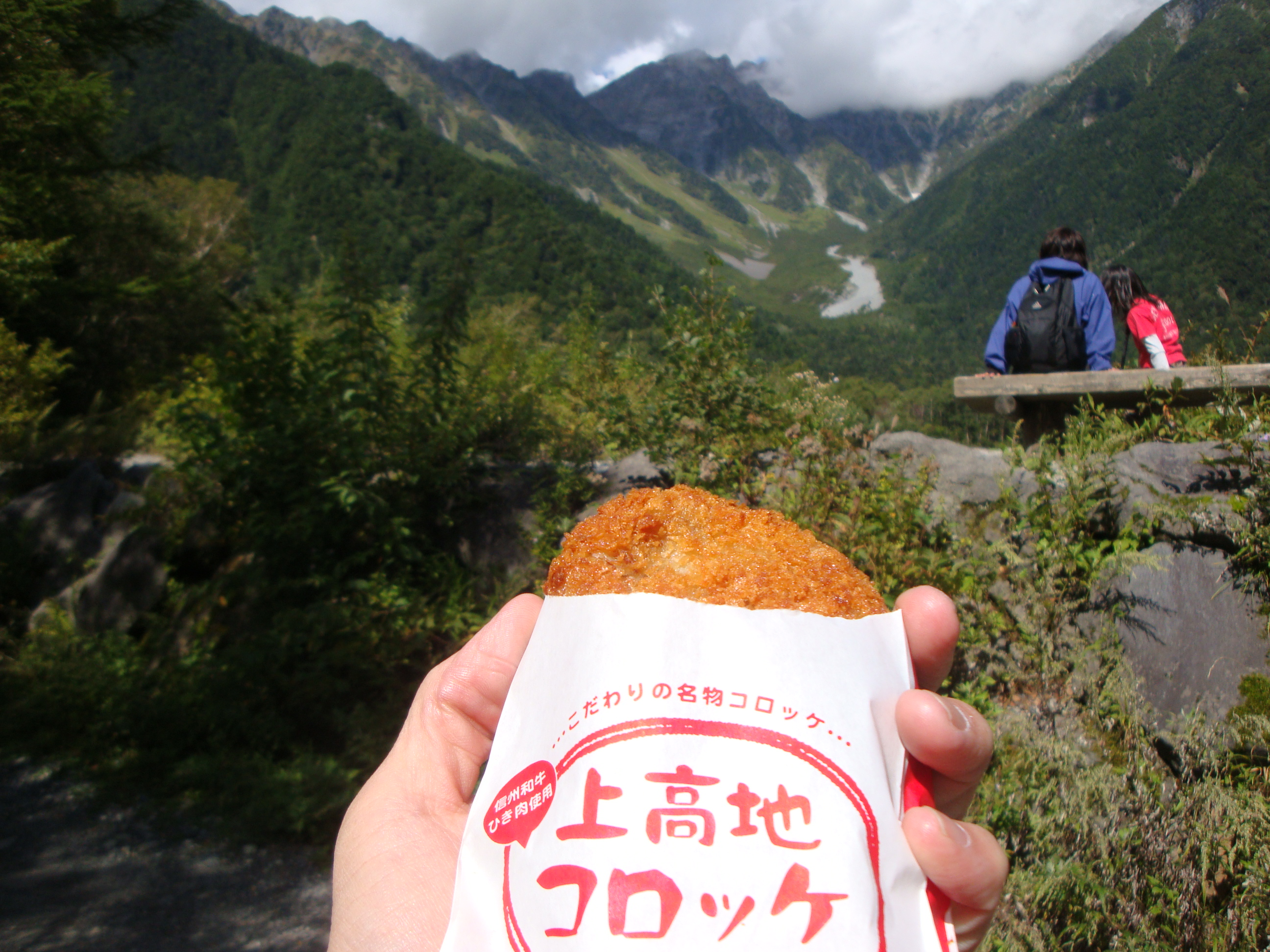
ジャンボコロッケ
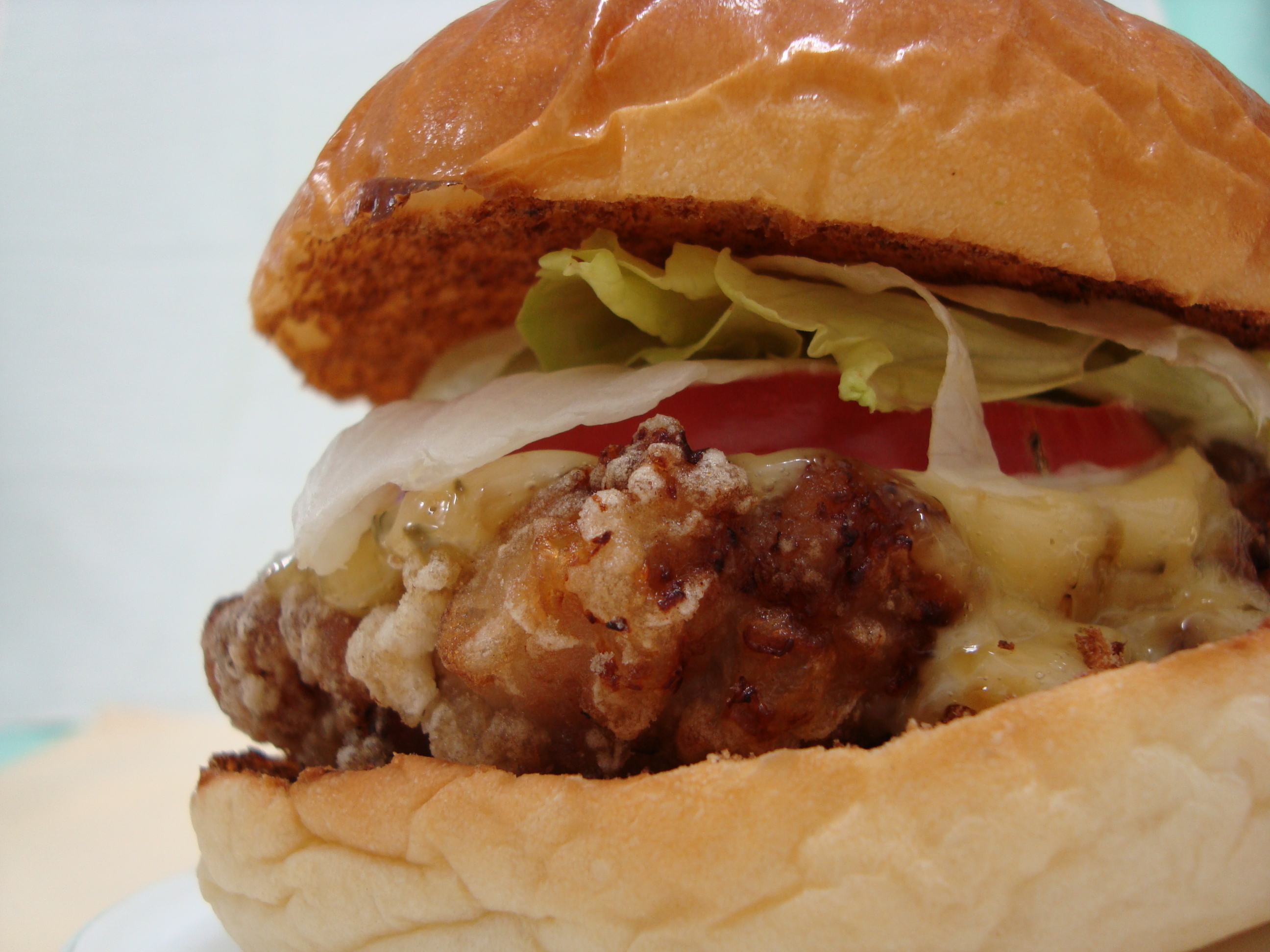
山賊焼きバーガー
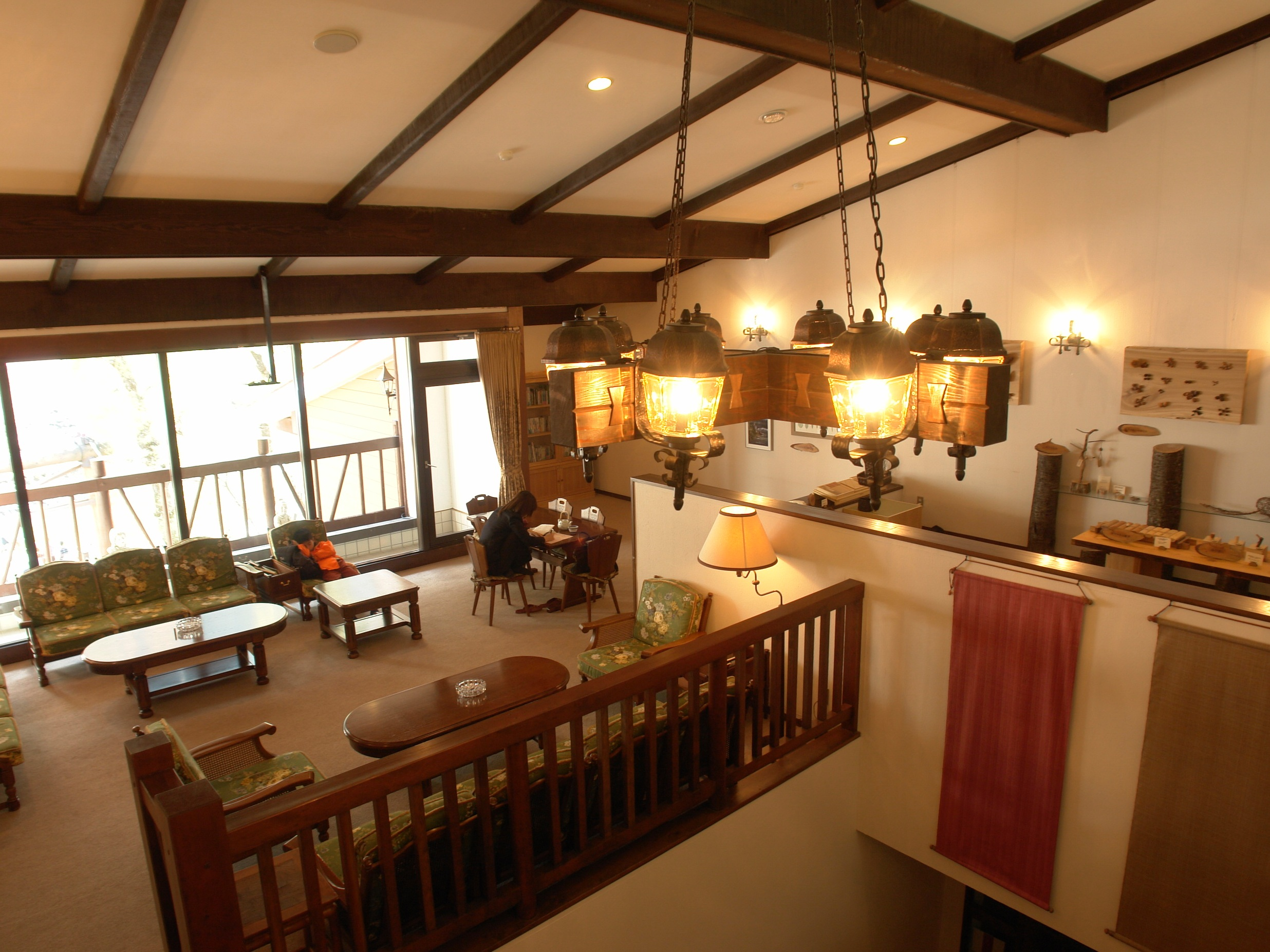
上高地ミューゼ
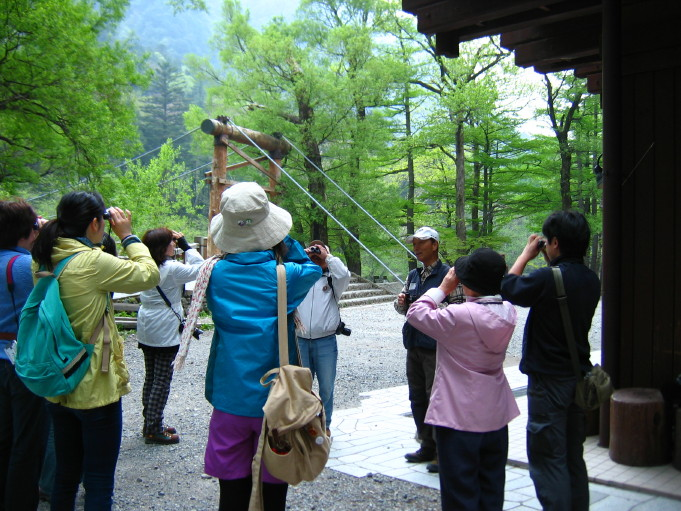
ネイチャーガイド　早朝野鳥ツアー
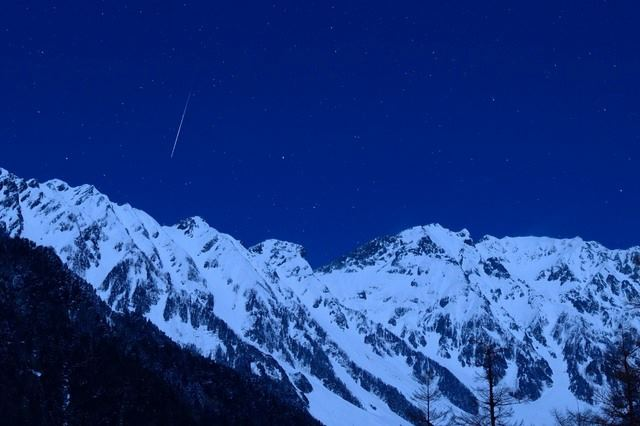
ネイチャーガイド　星空ツアー